# Lite mer än en kram
Lite mer än en kram är en ungdomsroman av Mårten Melin, utgiven 2014 på Rabén & Sjögren.

## Innehåll
Boken handlar om 13-åriga Manne, som gillar snart 15-åriga Amanda, som även är hans systers kompis. Boken handlar om hur det är att vara kär i en äldre tjej när man är 13 år, men samtidigt om hur ungdomar börjar få intresse för sex. Boken innehåller även funderingar om pornografi, fördomar, skam och skuld.
Boken fick en fristående uppföljare 2015, Mycket mer än en puss.

## Mottagande
Boken fick flera positiva recensioner, och blev nominerad till Barnens romanpris 2015. Tillsammans med Mycket mer än en puss ingick boken i en samlingspocket 2017. Båda böckerna har beskrivits som moderna versioner av Hans-Eric Hellbergs böcker Kram (1973) och Puss (1975).
Boken gavs även ut på tyska 2016, då med namnet Etwas mehr als Kuscheln, med översättning av Klett Kinderbuch.